# Tamás Iváncsik
Tamás Iváncsik (3 de abril de 1983,  Győr, Hungría) es un exjugador de balonmano profesional que jugó de extremo derecho. Su último equipo fue el Elverum Handball noruego. Fue un componente de la selección de balonmano de Hungría

## Personal
Su padre Mihály Iváncsik También fue jugador de Balonmano, Ganador de la Copa IHF de 1986 y Medalla de Plata en el 1986. Sus Hermanos también son jugadores profesionales de Balonmano Ádam Iváncsik y Gergő Iváncsik , con el que comparte equipo.

## Clubes
- Győri ETO FKC (1999-2003)
- Tatabánya Carbonex KC (2003-2006)
- Dunaferr SE (2006-2007)
- MKB Veszprém KC (2007- 2014)
- HCM Minaur (2014-2015)
- Elverum Handball (2015-2017)
- Győri ETO FKC (2017-2019)

## Palmarés

### Veszprém
- Nemzeti Bajnokság I
  - Campeón: 2008, 2009, 2010, 2011, 2012, 2013, 2014
- Copa de Hungría
  - Campeón: 2009, 2010, 2011, 2012, 2013, 2014
  - Subcampeón: 2006, 2008
- Recopa de Europa
  - Campeón: 2008
- Supercopa de Europa
  - Subcampeón: 2008

### Elverum
- Liga de Noruega de balonmano (2): 2016, 2017

## Reconocimientos Individuales
Mejor Jugador Húngaro del año: 2008